# 長円寺 (五所川原市)
長円寺（ちょうえんじ）は、青森県五所川原市にある寺院。

## 由緒
創建当時の記録が焼失してしまっているが、寛文7年（1667年）に弘前市の長勝寺十四世の聖眼雲祝が開山したという。

## 文化財
青森県重宝（工芸品）（昭和37年（1962年指定））
- 梵鐘

正徳6年（1716年）京都三条釜座の鋳工師近藤丹波藤久が長勝寺の梵鐘と雌雄一対で鋳造し、日本海を海路で運搬したが、暴風により十三湖に沈み、長円寺の梵鐘（雄鐘）のみ引き上げたられたが、長勝寺の梵鐘（雌鐘）は引き上げることができなかった。そして、この鐘を鳴らすと「十三恋し、十三恋し」と響き、十三湖の湖底から呼応して「長円寺恋し、長円寺恋し」と鐘の音が響くといれている。高さ127cm、口径77cm、厚さ8cm、重さ100kgの青銅造り、笛・太鼓・天女・唐獅子等の彫刻が施されている。慶応3年（1867年）火災に際し、鐘楼ごと焼失落下し割れ目が現在に残っている。